# Котов Михайло Юрійович

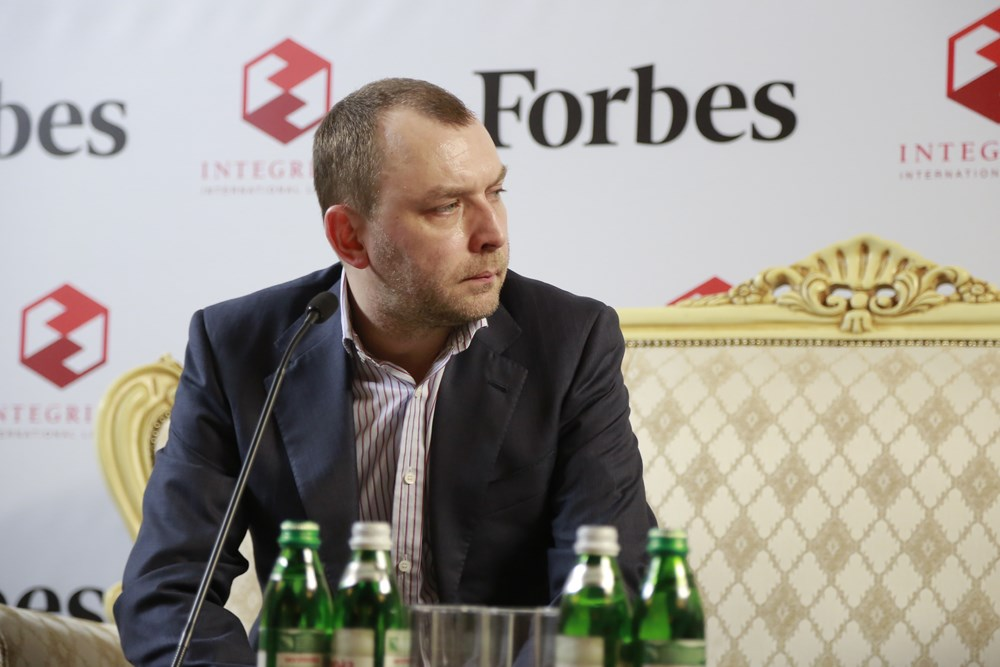

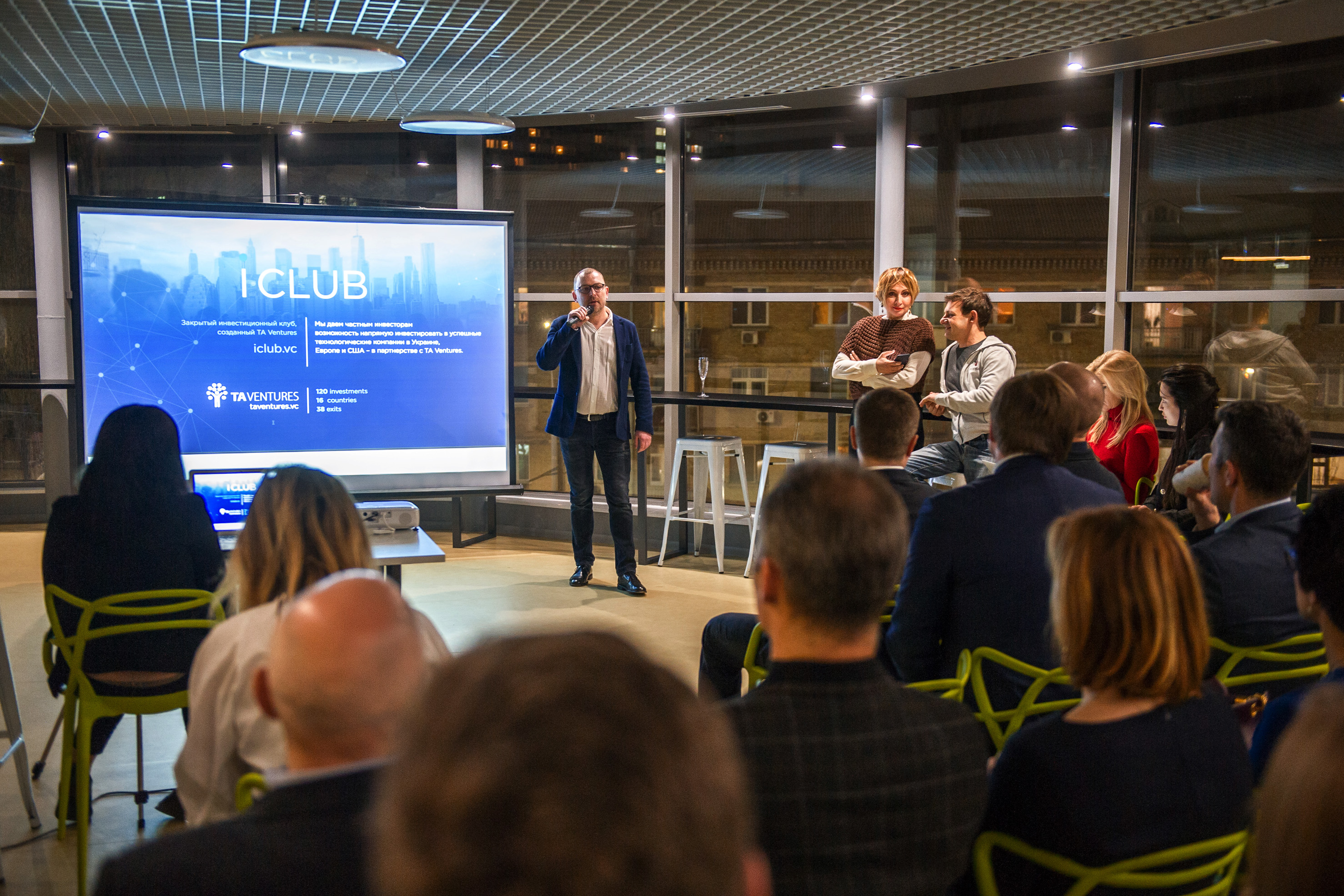

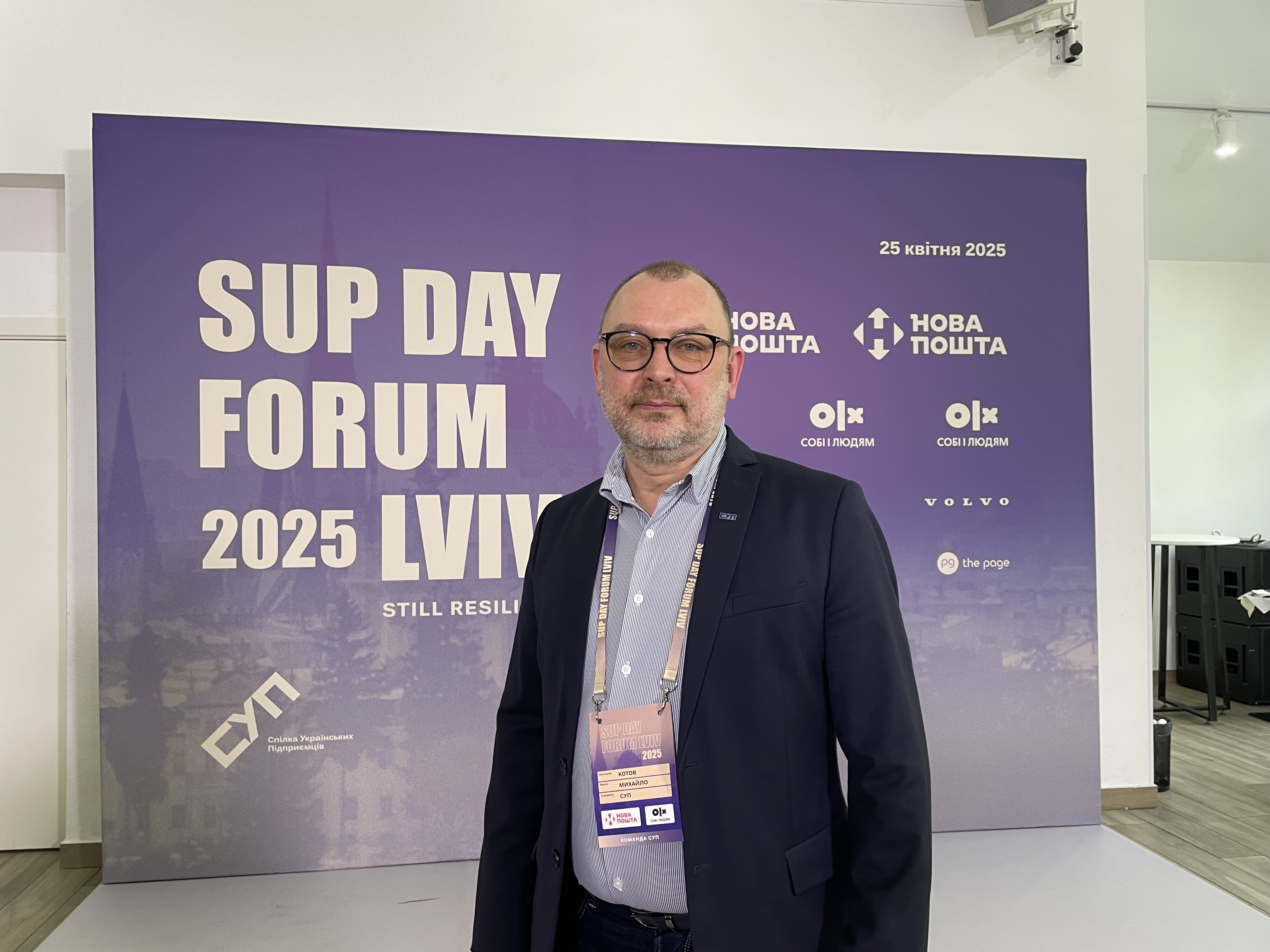

Михайло Юрійович Котов — російський та український журналіст, медіаменеджер і підприємець. Колишній головний редактор інтернет-видання «Газета.Ru» (2010—2013) і журналу «Forbes Україна» (2013—2015). З 2016 року займається підприємницькою діяльністю, венчурними інвестиціями та розвитком міжнародного бізнес-партнерства.

## Освіта і рання кар'єра
Отримав вищу музичну освіту та починав як музикант, зокрема як джазовий трубач і керівник естрадного оркестру. У медіаіндустрії працює з кінця 1990-х років.

## Журналістська діяльність
З 1999 року працював у редакції «Газета.Ru», де пройшов шлях від редактора відділу до головного редактора. У липні 2010 року був призначений головним редактором видання й очолював його до березня 2013 року.
У 2013 році працював виконавчим директором-главним продюсером інформаційної агенції «РИА Новости», де відповідав за координацію редакційного контенту та продюсування.
У липні 2013 року очолив українське видання журналу «Forbes Україна» як головний редактор. Залишив посаду у вересні 2015 року.

## Підприємницька і консалтингова діяльність
З 2016 року Михайло Котов займається підприємницькою та інвестиційною діяльністю у сфері технологічного бізнесу.
У 2017 році став Chief Executive Officer українського інвестиційного клубу iClub, створеного при інвестиційній компанії TA Ventures. Клуб об'єднує приватних інвесторів, зацікавлених у венчурних інвестиціях у технологічні стартапи.
З 2023 року Котов активно співпрацює з Союзом українських підприємців (СУП) як радник з міжнародних проєктів. Працює над розвитком українського малого та середнього бізнесу за кордоном, організовує ділові заходи в Європі, підтримує міжнародні партнерства між підприємцями.

## Особисте життя
Одружений з Катериною Глазковою — виконавчою директоркою Союзу українських підприємців (СУП).